# Nyárádszentimre
Nyárádszentimre (románul Eremieni, németül Sankt Emmerich) falu Romániában, Maros megyében.

## Fekvése
A falu Marosvásárhelytől 24 km-re keletre a Kis-Nyárád bal oldali 
mellékvölgyében, az Amé és a Barót-patakok összefolyásánál fekszik.

## Története
1332-ben Sancto Emerico néven említik először. 1661-ben a templomba menekült emberekre rágyújtották a templomot, csontjaik az 1940-es ásatásoknál kerültek elő. 1910-ben még 640 lakosa volt. A trianoni békeszerződésig Maros-Torda vármegye Nyárádszeredai járásához tartozott. 1992-ben 265 lakosából 263 magyar és 2 cigány volt.

## Látnivalók
- Református temploma a 13. században épült; 1576-ban és 1676-ban átépítették.
- Szent Imre mellszobra, amit születésének 1000. évfordulóján állítottak föl 2007-ben.

## Híres emberek
- A Medgyes család püspököket, horvát bánokat, hadvezéreket adott az országnak.
- Itt született Balogh József[2][3] (Nyárádszentimre, 1750 – Guyana, 1781) orvos, botanikus. 1779-ben Leidenben szerezte meg orvosi oklevelét. 1779-ben holland ösztöndíjjal Dél-Amerikába ment, Guyanában és Brazíliában flórakutatásokat végzett. 1780-ban Mária Terézia hazahívta, és kinevezte a kolozsvári fűvészkert igazgatójának. Hazatérése alatt halt meg. – Fm.: Specimen inaugurale botanicomedicum sistens praecipuas plantas in M. Transylv. (Lungduni Batavorum, 1779): – Irod.: B. J. (Term. tud. Közlem., 1891).
- Itt született 1915. július 10-én Szabó Bálint néprajzkutató és helytörténész.